# Paolo Mei
Paolo Mei (Roma, 18 giugno 1831 – Roma, 21 marzo 1900) è stato un pittore italiano. Fu attivo nella seconda metà dell'Ottocento e si dedicò al dipinto a fresco, olio e acquarello.

## Biografia
Paolo Mei (Meo) nacque a Roma il 18 giugno 1831 da Domenico e da Matilde Farrajoni.
Nei libri parrocchiali il cognome del padre di Paolo Mei viene trascritto come "Mei o Meo" e, per Paolo, il cognome è trascritto come Meo negli atti ecclesiastici, mentre nel Cimitero del Verano viene sepolto come Mei e con tale nome l'artista è sempre menzionato nella totalità della stampa dell'epoca.
L'artista rimase orfano di padre all'età di tre anni e di madre a diciannove anni. e per gran parte della sua vita la preoccupazione economica rappresentò un costante riferimento.
Nei primi anni cinquanta iniziò il suo alunnato nello studio del pittore Tommaso Minardi. Questi anni sono principalmente formativi e la sua attività è documentata fra il 1856 ed il 1867 dal nutrito scambio di corrispondenza che ebbe con il pittore Cesare Fracassini (Serafini Fracassini), con il quale spesso collaborò ed ebbe una profonda e cameratesca amicizia.
Nel 1859 lavorò nelle stanze di palazzo Raffaelli a Cingoli in provincia di Macerata su commissione del bibliofilo e studioso d'arte ed archeologia marchese F. Raffaelli.
Gli anni sessanta rappresentarono un periodo d'intensa attività per il giovane Mei, furono ricchi di commissioni ed il suo nome cominciò ad essere menzionato nelle cronache dell'epoca.
Collaborò, con affreschi e dipinti su tela, alla decorazione di diverse cappelle di chiese romane con lo stesso Fracassini (che, anche per amicizia, lo chiamava spesso a collaborare direttamente con lui) e con Cesare Mariani, entrambi tra i principali affidatari delle commissioni romane nelle quali operò il Mei. Si ricordano:
- Cappella dell'Angelo Custode nella chiesa di S. Maria in Aquiro.
- Cappella del Crocifisso nella chiesa di S. Lucia del Gonfalone, dove ideò e dipinse a fresco sia la volta della cappella che le pareti laterali. L'unico suo affresco attualmente ancora in discreto stato di conservazione è quello di una delle pareti laterali della cappella, rappresentante la Madonna Addolorata;
- S. Maria della Pace dove, sull'altare della quarta cappella a destra, terminò nel 1869 una tela iniziata da Fracassini;
- Basilica di S. Lorenzo fuori le Mura nella quale, dopo la morte di Fracassini e su cartone da quest'ultimo ideato, eseguì la Condanna di Santo Stefano e portò a termine le ultime due figure di San Lorenzo presenta i beni della chiesa al prefetto di Roma.
Fu anche attivo a Tivoli e a Civitavecchia, dipingendo tele e affreschi.
Nel 1860 eseguì alcuni piccoli disegni di figure di santi che poi saranno incise dal maestro incisore Giuseppe Marcucci. 
Nel 1865 si recò a Napoli dove, su incarico di Fracassini, ebbe anche contatti con il pittore napoletano Domenico Morelli.
Un piccolo dipinto con personaggi in abiti settecenteschi (La stizza, ora nella Pinacoteca Nazionale di Bologna) fu acquistato nel 1867 dal re Vittorio Emanuele II a 800 lire, per la sua villa nel complesso di S. Michele in Bosco a Bologna.
Dopo la morte di Minardi (1871), nella prima campata angolare destra del quadriportico del cimitero del Verano di Roma, sopra al monumento all'artista, i quattro scomparti sotto le due volte perimetrali furono dipinti, senza chiedere alcun compenso, due da Guglielmo de Sanctis e due, L'Arte e La Poesia, dal Mei. Per quest'opera il suo nome fu menzionato spesso dalla stampa dell'epoca.,.
Le realizzazioni di soggetto sacro occuparono gran parte del suo impegno artistico, non di meno Mei si dedicò anche ad altri soggetti per interesse e diletto personale e ciò pure in mancanza di commissioni. Dimostrò in alcuni dipinti ( “la ricamatrice addormentata”) di avere assorbito la lezione realista di Tommaso Minardi e, negli anni successivi alla raggiunta unità d'Italia e soprattutto negli anni '70 e '80, trasse ispirazione e stimolo nel ritrovato interesse della comunità artistica negli scavi archeologici di Pompei, di Ercolano e di tutta l'area vesuviana. Realizzò un ampio numero di «quadretti ad olio […] nel momento della voga dei soggetti pompeiani», spesso «accolti con successo nelle varie esposizioni» e presumibilmente poi ricercati da un collezionismo internazionale di ceto alto borghese, soprattutto in Francia ed in Inghilterra, e per tale motivo poco reperibili oggi sul mercato antiquario (probabilmente qualche dipinto può essere stato attribuito, con fraudolento cambio di firma, ad artisti commercialmente più noti).
Nei suoi dipinti d'ispirazione neopompeiana (si ricordano Quando Berta filava, Il corteggiamento, Dame della Corte romana, Scena di sacrificio, Il litigio, La scatola di gioielli), quasi sempre realizzati su tavole di media o piccola misura, Mei mostra la capacità di fermare istantanee su spaccati della vita quotidiana di un mondo ormai scomparso, rappresentato da patrizi romani, ancelle e signore di elegante bellezza, agghindate con drappi, panneggi e monili dell'epoca romana, impegnate con oggetti e suppellettili d'uso ordinario in situazioni ed atteggiamenti domestici, di culto e contemplativi. Il tutto reso idealmente, nel dettaglio della scena, con dovizia di particolari e con tecnica pittorica raffinata.
Nel 1884 espose due dipinti all'Esposizione della Società degli amatori e cultori di belle arti (Riunione di scienziati e Una patrizia romana).
Nel gennaio 1893 fu nominato "virtuoso" di merito dall'Accademia dei Virtuosi al Pantheon.
Nonostante la sua abilità pittorica fosse apprezzata, come dimostra anche questo prestigioso riconoscimento, non gli furono mai assegnate commissioni molto importanti e ciò «per troppa riservatezza, per mancanza di incoraggiamenti e di protezioni».
Mei morì a Roma il 21 marzo 1900.